# 科妮莉亞·福特

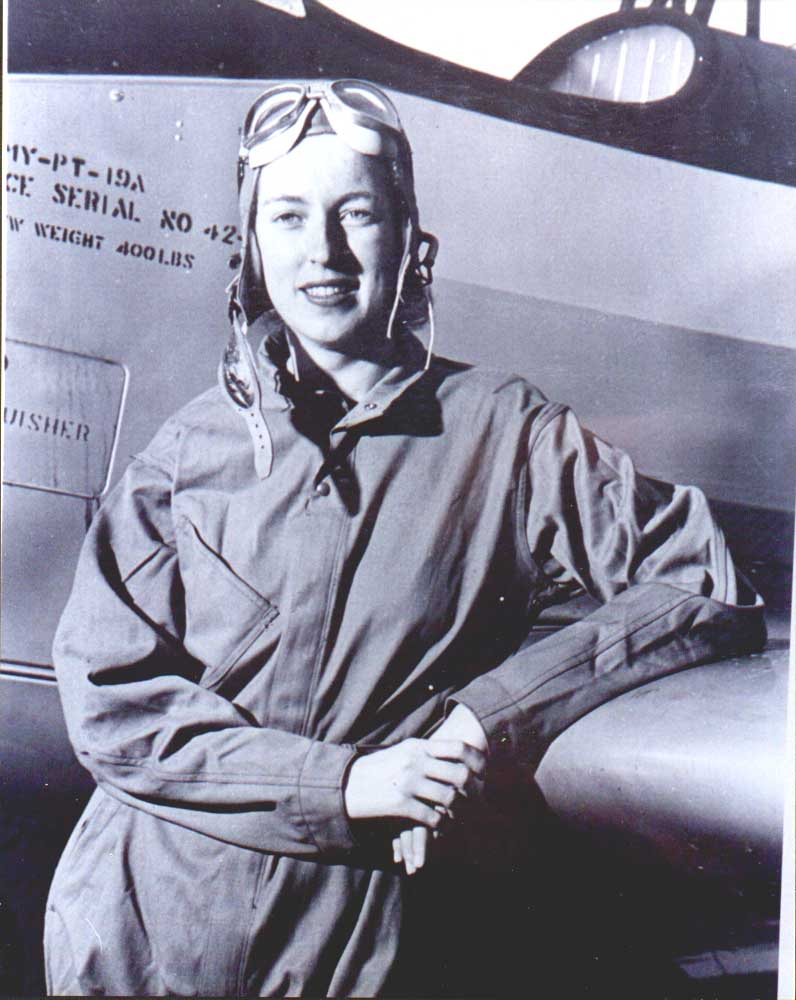
在珍珠港事件爆發時，科妮莉亞·福特是個在珍珠港附近一個機場工作的民航飛行員。

科妮莉亞·福特（英語：Cornelia Clark Fort，1919年2月5日—1943年3月21日） 是一個因兩件飛行事件而聞名的美籍飛行員。在珍珠港事件發生時，她正在珍珠港進行民航飛行訓練。因此，她成為了第一個在珍珠港事件與日軍航空部隊接觸的美國機師。在飛機著陸後，她幸運地避過了一輪掃射攻擊。翌年，福特成為了第二個女子航空勤務飛行隊的隊員。其後，她成為在美國歷史上第一位在役時逝世的女機師。當時她的職位是交付飞行员。

## 早年生活及職業
福特在一個富裕、顯赫的家庭出生。他們居於位於美國田納西州的納許維爾。他的父親，Rufus Elijah Fort ,是National Life and Accident Insurance Company 的創辦人之一。福特在1939年從莎拉勞倫斯學院畢業。在畢業後，福特參加了田纳西州的纳什维尔女青年會。她在早期已顯示出對飛行的興趣 。之後，她在夏威夷受訓並獲得了飛行員牌照。

## 珍珠港事件
當科妮莉亞·福特在珍珠港以民航飛行員的身份工作時，她意外地成為了第一批見證珍珠港事件的人之一。在1941年12月7日，福特位於珍珠港附近的空域，以一架州際教練機（Interstate Cadet）的單翼飛機教導學員起飛及降落。當時，只有福特駕駛的飛機和少數其他的美國民航飛機在珍珠港附近航行。此時，福特突然看到一架軍機直接地向他們前進。她迅速從學員手中取得控制，並向該架軍機爬升。福特在機翼上看見旭日旗的徽章。在數秒後，福特看見有一大團黑煙從珍珠港冒起，以及有一架架轟炸機駛進空域。她立即在位於珍珠港港口附近的約翰·羅杰斯民用機場（John Rodgers civilian airport，美國檀香山國際機場前身，1927年開設，以海軍軍官約翰·羅杰斯為命名紀念）降落。尾隨的零式艦上戰鬥機向跑道及福特的飛機掃射，於是福特和她的學生立即尋找掩護。機場的經理被殺，而其餘兩架民航機沒有在早上回來。

## 軍事服務
隨著民航機在夏威夷被禁飛，福特在1942年回到美國本土。她製作了一段宣傳「戰爭債券」的短片。短片引起迴響，並導致她獲邀就此事正式演說。同年，一位美國司令聘請她成為新成立的女子航空勤務飛行隊隊員。她是第二個女性隊員。飛行隊在美國境內將軍機移送至基地。

## 逝世
科妮莉亞·福特進駐在位於長灘的第6航空運輸大隊（6th Ferrying Group）基地（由美軍空運司令部管轄）。她是首位逝世的女子航空勤務飛行隊隊員。在1943年3月21日， 當福特移送一架BT-13飛機航行於德州默克爾以南10公里時，由另外一位男機師移送的飛機意外碰撞而削掉其飛機的左翼六呎，導致她的飛機墜毀。當時，科妮莉亞·福特是在飛行隊中最頂級的機師之一。在她墳前的基石祭文「為國捐軀」（原文）

## 身後貢獻
Jeff Donnell在1970年戰爭電影中刻劃演出科妮莉亞·福特。
此外，位於納許維爾的科妮莉亞·福特機場以她命名。

## 外部連結
- PBS American Experience biography of Cornelia Fort （页面存档备份，存于）
- Collection of articles on Cornelia Fort （页面存档备份，存于）
- National Museum of the USAF, fact sheet on Cornelia Fort
- Photos of the crash site （页面存档备份，存于）